# 近藤真彦 LIVE'89
『近藤真彦 LIVE'89』（こんどうまさひこ ライブ はちじゅうきゅう）は、近藤真彦のライブ・ビデオ。

## 概要
同年4月3日・4日日に中野サンプラザホールで行われたコンサートを収録。
2021年4月時点でDVD化されていない。

## 収録曲
1. ダイジェスト
  1. 哀しきハイスクール
  2. 情熱☆熱風☽せれなーで
  3. ロイヤル・ストレート・フラッシュ
2. KISS YOU
3. 夕焼けの歌
4. BLUE JEAN BLUES
5. RIVER
6. 5年たったら
7. ENDLESS LOVE
8. 愛と青春の旅立ち
9. Made in Japan
10. 愚か者
11. あぁ，グッと
12. MOMOKO
13. ”涙よとまれ”
14. Baby Rose